# Pont de Machang
Le pont de Machang est un pont qui permet de traverser la baie de Masan et de contourner cette ville de l'agglomération de Changwon par le sud. Le nom du pont est formé à partir de la première syllabe de chacune de ces deux villes. D'une longueur totale de 1 700 m, il est composé d'un pont à haubans long de 740 m avec une portée principale de 400 m flanqué des deux côtés par un viaduc (410 m et 550 m).
La construction du pont a couté 320 milliards de won (env. 230 millions d'euros) fournis à raison de 29 % par l'état coréen, le reste étant apporté par deux consortiums, Bouygues Travaux Publics et Hyundai Engineering Corp à hauteur de 51 % ainsi que Macquarie, Kyobo Life Insurance et Korean Life Insurance (49 %) qui disposent d'un contrat d'exploitation de 30 ans. Le financement est donc assuré par un péage.
Le pont est cependant beaucoup moins utilisé que prévu : le nombre de voitures n'atteint que 45 % des prédictions.  En conséquence, la province du Gyeongsang du Sud a dû payer 11,3 milliards de won aux opérateurs en 2012 à cause d'un système de garantie d'un revenu minimal. La différence est essentiellement due à une large surestimation de la population de l'agglomération de Changwon : en 1999-2001, les prévisions ont été faites sur la base d'une population de 1,7 million d'habitants en 2006 alors qu'elle n'a atteint que 1,08 million.